# Campionato del mondo sportprototipi 1974
Il Campionato mondiale marche 1974 (en. World Championship for Makes 1974), è stata la 3ª edizione del Campionato del mondo sportprototipi.

## Risultati
| Nº | Data         | Gara                    | Costruttore | Piloti                                  | Resoconto |
| -- | ------------ | ----------------------- | ----------- | --------------------------------------- | --------- |
| 1  | 25 aprile    | 1000 km di Monza        | Alfa Romeo  | Arturo Merzario Mario Andretti          | Resoconto |
| 2  | 5 maggio     | 1000 km di Spa          | Matra       | Jacky Ickx Jean-Pierre Jarier           | Resoconto |
| 3  | 19 maggio    | 1000 km del Nürburgring | Matra       | Jean-Pierre Jarier Jean-Pierre Beltoise | Resoconto |
| 4  | 2 giugno     | 1000 km di Imola        | Matra       | Gérard Larrousse Henri Pescarolo        | Resoconto |
| 5  | 16 giugno    | 24 Ore di Le Mans       | Matra       | Gérard Larrousse Henri Pescarolo        | Resoconto |
| 6  | 30 giugno    | 1000 km di Zeltweg      | Matra       | Gérard Larrousse Henri Pescarolo        | Resoconto |
| 7  | 13 luglio    | 6 Ore di Watkins Glen   | Matra       | Jean-Pierre Jarier Jean-Pierre Beltoise | Resoconto |
| 8  | 15 agosto    | 1000 km di Le Castellet | Matra       | Jean-Pierre Jarier Jean-Pierre Beltoise | Resoconto |
| 9  | 29 settembre | 1000 km di Brands Hatch | Matra       | Jean-Pierre Jarier Jean-Pierre Beltoise | Resoconto |
| 10 | 9 novembre   | 6 Ore di Kyalami        | Matra       | Gérard Larrousse Henri Pescarolo        | Resoconto |

## Classifica
Note I punti evidenziati in corsivo sono quelli scartati dal conteggio finale come da regolamento.
| Pos | Costruttore | 1  | 2  | 3  | 4  | 5  | 6  | 7  | 8  | 9  | 10 | Totale |
| --- | ----------- | -- | -- | -- | -- | -- | -- | -- | -- | -- | -- | ------ |
| 1   | Matra       |    | 20 | 20 | 20 | 20 | 20 | 20 | 20 | 20 | 20 | 140    |
| 2   | Gulf        | 10 | 15 | 10 |    | 10 | 10 |    | 12 | 12 | 12 | 81     |
| 3   | Porsche     | 8  | 12 | 6  | 8  | 15 | 6  | 15 | 10 | 8  | 6  | 76     |
| 4   | Alfa Romeo  | 20 |    | 15 | 15 |    | 15 |    |    |    |    | 65     |
| 5   | Chevron     | 1  |    | 3  | 2  |    | 4  |    |    | 10 | 10 | 30     |
| 6   | Ligier      | 3  |    |    |    | 3  |    |    | 6  |    |    | 12     |
| 7   | Lola        | 6  |    |    |    |    |    |    |    | 1  | 3  | 10     |
| 8   | Ferrari     |    |    |    |    | 8  |    |    |    |    |    | 8      |
| 9   | March       |    |    |    |    |    |    |    |    | 9  |    | 3      |
| 10  | Alpine      |    |    | 1  |    |    |    |    |    |    |    | 1      |
| 11  | AMS         |    |    |    | 1  |    |    |    |    |    |    | 1      |
| 12  | Ecosse      |    |    |    |    |    |    |    |    |    | 1  | 1      |